# Persoonia kararae
Persoonia kararae (лат.) — кустарник, вид рода Персоония (Persoonia) семейства Протейные (Proteaceae), эндемик юго-запада Западной Австралии.

## Ботаническое описание
Persoonia kararae — прямостоячий, раскидистый куст высотой 1-5 м с густо опушёнными молодыми ветвями. Листья расположены попеременно, линейные, но уплощённые, 80-140 мм в длину, 3-3,5 мм в ширину, от кожистых до мягких и гибких. Цветки обычно растут поодиночке или группами до десяти на цветоносе длиной до 10 мм. Цветок расположен на опушённой цветоножке длиной 5-7 мм. Листочки околоцветника жёлтые, опушённые снаружи, длиной 11,5-13,5 мм. Нижний лист околоцветника в виде мешочка с жёлтыми пыльниками. Цветение происходит с сентября по ноябрь. Плод — гладкая костянка.

## Таксономия
Впервые вид был официально описан Питером Уэстоном в 1994 году в журнале Telopea из образцов, собранных Эрнстом Виттвером у границы железного рудника Карара в 1975 году.

## Распространение и местообитание
P. kararae — эндемик Западной Австралии. Вид известен только из двух коллекций со станции Карара (ныне часть Орнитологических территорий Карара и Лочада) в районе Перенджори в биогеографическом регионе Ялгоо в Западной Австралии.

## Охранный статус
Вид вид классифицируется как «Второй приоритет» Департаментом парков и дикой природы Западной Австралии, что означает, что он малоизвестен и встречается только в одном или нескольких местах.